# Клеймение преступников

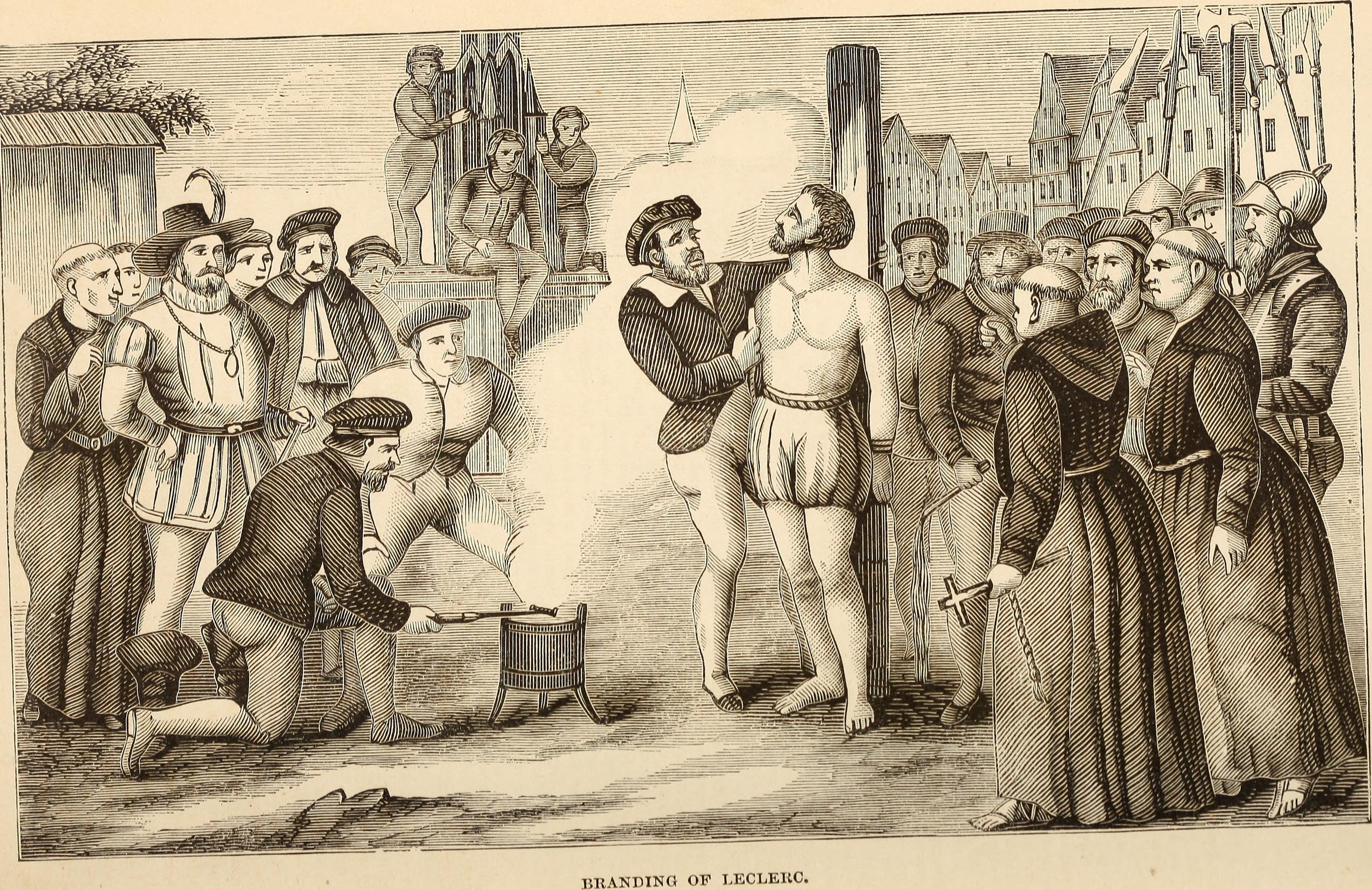
Клеймление еретика раскаленным железом в XVI веке.

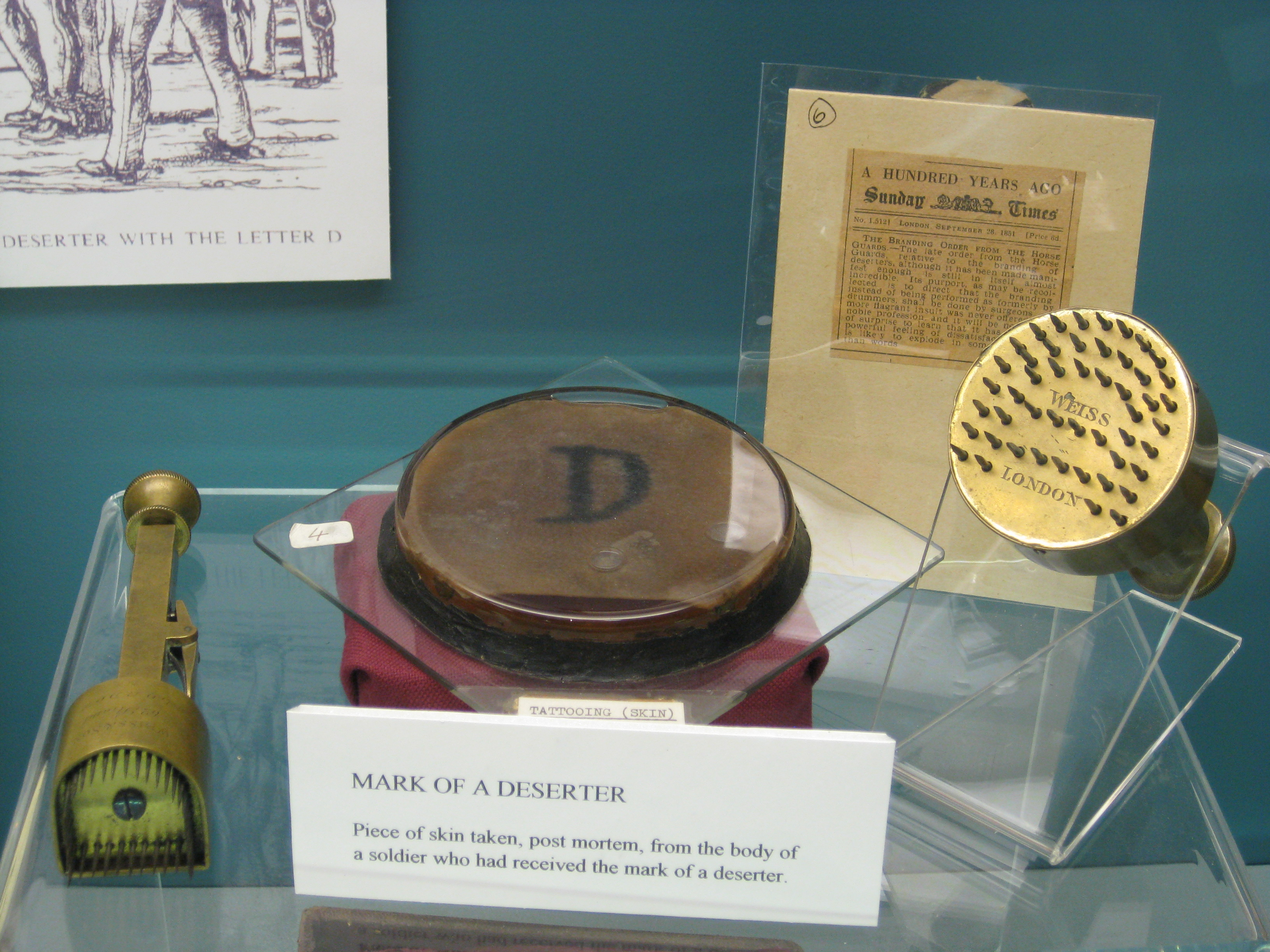
Приспособление, которое в Британской армии применялось для клеймления дезертиров. Им наносили татуировку в виде буквы D (deserter) на тело. Также представлен кусок кожи умершего дезертира с такой татуировкой. Это наказание применялось до 1879 года.

Клеймение преступников — наложение на тело преступника неизгладимых знаков, в виде эмблематических изображений или начальных букв, указывающих на преступление или на присуждённое наказание (фр. la marque, клеймо, штемпельные, указные знаки), сюда же должны быть отнесены некоторые добавочные членовредительные наказания (отрезание уха, вырывание ноздрей). Цель — предупреждение побегов и отделение преступников от мирного населения. В России было окончательно отменено в 1863 году.
Клеймение преступников использовали многие народы.
На Востоке клейма имеют более символическое значение. Так, в Индии похитителя золота у брахмана клеймили изображением собачьей ноги, убийцу брахмана — изображением обезглавленного человека.
Римляне выжигали букву «F» (лат. «fugitivus» — «беглый») на рабах, бывших в бегах; клеймо налагалось и на преступников, осуждённых на работы в рудниках. Константин Великий повелел, чтобы клейма налагались на руки, плечи и икры, но не на лицо, созданное по образу и подобию Божию.
В Средние века клеймение преступников было в большом ходу и поддерживалось каноническим правом и инквизиционной практикой.
В Швейцарии богохульников клеймили на губах раскалённым железом.
Во Франции клеймение каторжников, на правом плече, буквами «ТF» (фр. «travaux forcés» — принудительные работы), было сохранено даже Уголовным кодексом 1810 года и было отменено лишь в 1832 году.

## На Руси
В домосковской Руси клеймение преступников, по-видимому, не было известно; по крайней мере, новгородцы не согласились на предложение ганзейских гостей подвергать русского за кражу у немца клеймению на щеке (1270).
Клеймение преступников проникло в Россию под влиянием византийского права, а также под влиянием татар. Впервые о нём упоминает двинская уставная грамота 1398 года, которая, установив смертную казнь за третью кражу, присовокупляет: «а татя всякого пятнати». Из дальнейших законодательных актов вновь говорится о клеймении лишь в указе 10 февраля 1637 года, которым царь Михаил Фёдорович заменил для подделывателей монеты смертную казнь кнутом и пожизненным тюремным заключением, а для улики велел клеймить их на щеках словом «вор», дабы эти воры были «знатны».
«Соборное уложение 1649 года» не упоминает о клеймах, но та же цель достигалась отрезанием ушей: за первую кражу добавочным наказанием служило отрезание левого уха, за вторую кражу отрезали правое ухо; если же попадался в краже человек, у которого обрезаны оба уха, то это служило доказательством, что он уже два раза был обвинен в татьбе, и тогда он предавался смертной казни. У осуждённого за первый разбой отрезали правое ухо, а за второй — полагалась смертная казнь.
Новоуказные статьи 22 января 1669 года заменили отрезание уха, как признак судимости, отсечением пальцев рук и ног в тех видах, чтобы эти признаки точнее указывали на характер преступления, за которое обвиняемый был раньше осуждён.

Клеймение в собственном смысле этого слова введено было указом 3 мая 1691 года (до того «бунтовщики» 1662 года были заклеймены буквой «Б»), которым повелено всех почему-либо освобождённых от смертной казни ссылать, запятнав буквой «В»: 
«для того, буде впредь кто из тех воров из ссылки сбежит, а объявится в Москве, было бы потому познать».

В дополнение к этому указу, 22 января 1692 года было постановлено:
 «которые ссыльные клейменные объявятся на Москве, тех клеймить вдругоряд и ссылать, а объявятся в третьи с воровством или без оного — казнить смертью».
С 1698 года ссыльных преступников, замеченных «в воровстве», клеймили в Сибири, в каждом городе, особым клеймом.
Указом 5 (16) февраля 1705 года Пётр I ввёл для всех обвинённых в татьбе и в разбоях и во всяких воровствах новое клеймо, и — «натирать те пятна порохом многажды накрепко, чтобы те пятна на них ворах были знатны по смерть их»; колодников, которые уже прежде заклеймены были, повелено было при этом переклеймить новым клеймом, а у важнейших преступников, которые, вместо смертной казни, будут наказаны кнутом и запятнаны, вырезать ноздри и ссылать на вечную каторгу.
Указом 15 (26) января 1724 года предписано было у осуждённых на вечную каторгу «вынимать ноздри до кости», с тем, чтобы эта мера распространена была и на наказанных уже колодников, у которых «ноздри выняты мало знатны». От заклеймения и вырезания ноздрей не освобождал ни пол, ни возраст, ни общественное положение. В 1746 году, вместо клеймения на щеке или на лбу целым словом «вор», повелено было клеймить в три приема, ставя «во лбу ВО, на правой щеке Р, а на левой Ъ». На практике для наложения клейм употреблялись различные штемпели, вследствие чего Правительствующий сенат в 1754 году постановил «стемпели, сколько надлежит, сделать юстиц-коллегии и во все губернии, провинции и города разослать, дабы во всех местах знаки были равны». В то же время установлена новая форма клеймения, по которой предписано на лбу ставить одну только литеру «В», а на щеках — «О» и «Р».
Указом 25 декабря 1817 года отменено рвание ноздрей.
Наложение клейма было сохранено и «Сводом» 1832 и 1842 годов, и «Уложением о наказаниях» 1845 года; последним определено только, вместо прежнего клейма «вор», ставить на лбу букву «К», на правой щеке «А», а на левой «Т» («каторжный»). Клеймению подлежали осуждённые на каторжную работу; наложение клейм непосредственно следовало за наказанием плетьми, также публично и рукой палача.
Первоначально клеймение имело характер полицейской меры, установленной в видах предотвращения побегов, но «Уложение 1845 года» возвело его на степень добавочного позорящего наказания. От клеймения освобождены были 70-летние старцы, несовершеннолетние, не достигшие 21 года (женщины освобождены были от клеймения и рвания ноздрей ещё Елизаветой Петровной, в 1757 году) лица привилегированных сословий, а также получившие некоторое образование или служившие по выборам городских и сельских обществ; затем, в 1830 году, от клеймения изъяты были все нижние военные чины, так как «Государь Император признал род наказания сего несоответствующим военному званию».
Указом 21 июля 1845 года постановлено было у каждого беглого из ссыльнопоселенцев, вне Сибири пойманного, и у каждого беглого каторжного ставить на правой руке, ниже локтя, и на лопатке клейма с буквами «СБ» или «СК» («ссыльнобеглый», «ссыльнокаторжный»), причём за каждый новый побег ставят новые клейма, спускаясь ниже по руке и лопатке; на всех бродяг и беглых, объявляющих себя не помнящими родства или называющих себя ложными именами, налагать знак на правой руке, ниже локтя, с буквой «Б» («бродяга» или «беглый»). Клейма эти налагались по постановлению губернского правления той губернии, где беглый был задержан, фельдшером, в присутствии чиновника полиции, уездного стряпчего и врача, на которого закон возлагал ответственность за правильное наложение клейм. Впоследствии, по настоянию медицинского совета, врачи были освобождены от участия в наложении клейм.

### «Техника» клеймения
В XVII веке клейма налагались калёным железом, а со времени Петра I — особыми штемпелями, на которых были насажены стальные иглы, образовывавшие буквы; иглы эти вонзались в тело и производили ранки, которые до 1846 года, для неизгладимости, затирались порохом, а с этого времени — особо изобретённым для того в медицинском совете составом (смесь индиго и туши).
Для наложения клейм «СК» и «СБ» изобретены были в то же время особые машинки с курком и пружиной, которые вдавливали клейма в руку преступнику.

### Отмена клеймения преступников
Клеймение отменено указом от 17 апреля 1863 года. Государственный совет Российской империи признал, что клеймение как полицейская мера, установленная в видах предупреждения побегов преступников и облегчения поимки их, не достигает цели, так как практика убеждает, что клейма весьма часто вытравливаются различными способами, предотвратить которые нет никакой возможности; во всяком случае, польза от этой меры, если бы даже она и оказалась целесообразной и не была жестокой, не может идти в сравнение с ужасом тех, вероятно, нередких случаев, когда человек, заклеймённый вечным позором, оказывается впоследствии осуждённым невинно.

### Клеймение рекрутов
В 1712 году Пётр I повелел, чтобы всем рекрутам, при отправлении их в войска, в устранение побегов накалывался на левой руке (у основания большого пальца) крест и натирался порохом. То, что клеймение рекрутов практиковалось ещё в 1718 году, видно из дел военной коллегии, хотя возможно, что «рекрутское пятно» налагалось только на бывших в бегах. Этим питались народные толки об обращении рекрутов в антихристову веру, с наложением на них антихристовой печати.